# Luisa Imorde
Luisa Imorde (geb. 1989) ist eine deutsche Pianistin mit Schwerpunkt Klassische Musik.

## Biografie
Die aus dem oberbergischen Wiehl stammende Luisa Imorde gewann bereits mit neun Jahren erste Preise bei „Jugend musiziert“. Sie war Jungstudentin bei Andreas Frölich an der Musikhochschule Köln/Aachen, bei dem sie 2009 ein reguläres Studium aufnahm. 2012 setzte sie ihr Studium bei Jacques Rouvier am Mozarteum Salzburg fort. Sie ist Preisträgerin internationaler Klavierwettbewerbe. Darunter sind der 1. Preis bei den Wettbewerben in Brescia und  Padua 2009, der 2. Preis des Klavierwettbewerbs „José Roca“ in Valencia 2011 und der Publikumspreis beim Kissinger Klavierolymp 2017. 2016 erschien ihre erste CD Zirkustänze mit Werken von Jörg Widmann und Robert Schumann. 2019 folgte ihre CD L‘Affaire d‘honneur mit Werken von Wolfgang Amadeus Mozart, Joseph Woelfl und Ludwig van Beethoven sowie ein Jahr später die CD Moon Rainbow mit Illumination von Johann Sebastian Bach und Nikolai Kapustin.

## Diskografie
- Zirkustänze; unter anderem Gewinner des „Stern des Monats“ FONO FORUM 9/16 und der „Klassik-CD des Monats“ in der STEREO 9/16; Label Ars, Mai 2016
- L’Affaire d’Honneur; zusammen mit Jacques Rouvier (2. Klavier), Berlin Classics, Februar 2019
- Moon Rainbow; Berlin Classics, März 2020
- Polychromie, Klavierwerke von François Couperin und Olivier Messiaen, Berlin Classics, Mai 2022
- My inmost Heart (Variations on Brahms), Berlin Classics, November 2024